# Mehdi Karrubi
L'Ḥojjat ol-Eslām Mehdī Karrūbī (in persiano مهدی کروبی‎; Aligudarz, 1939) è un politico e imam iraniano.
Vive agli arresti domiciliari dal 2011 per la sua dissidenza verso la guida suprema Ali Khamenei.

## Biografia
Appartenente all'etnia Lur, conobbe durante i suoi studi religiosi nella Facoltà di Teologia dell'Università di Tehran, Ruhollah Khomeini e divenne uno dei suoi seguaci al momento della vittoriosa rivoluzione islamica in Iran del 1979.
È stato il fondatore e il presidente (dimissionario) della Società dei Chierici Militanti. È stato il Presidente del Parlamento iraniano (Majles) fra il 1989 e il 1992 e fra il 2000 e il 2004.
Karrubi è stato anche candidato alle elezioni legislative del 2004 a Teheran. Arrivò 31° al primo turno, in cui erano eletti solo 30 candidati.
«Riformista pragmatico», Mehdi Karrubi ha criticato il Consiglio dei Guardiani della Costituzione ma sostiene la Guida Suprema e si considera lui stesso un discepolo di Ruhollah Khomeini. È stato consigliere della Guida Suprema e membro del Consiglio per il Discernimento, nominato da Ali Khamenei, fin quando non presentò le sue dimissioni da tutti i suoi incarichi politici, il 19 giugno 2005, dopo il primo turno delle elezioni presidenziali da cui uscì eletto poi Maḥmūd Aḥmadinežād

### Campagne presidenziali

#### 2005
Karrubi faceva parte dei candidati riformatori all'Elezione presidenziale iraniana del 2005. Si classificò terzo al primo turno con il 17,2%, preceduto da Ali Akbar Hashemi Rafsanjani (21,1%) e da Maḥmūd Aḥmadinežād (19,4%).

Dopo l'annuncio dei risultati dell'elezione, Karrubi sostenne che una rete di moschee, di Pasdaran e di Basij avesse illegalmente operato per assicurare il sostegno dei più oltranzisti ad Aḥmadinežād. Ha in seguito esplicitamente indicato Mojtaba Khamenei, uno dei figli della Guida Suprema Ali Khamenei, tra i cospiratori. Dopo di che, l'Ayatollah Khamenei scrisse a Karrubi per fargli presente che le sue accuse erano 
 e che esse 
 in Iran: cosa che egli non poteva accettare. A mo' di risposta, in una lettera aperta indirizzata il 19 giugno a Khamenei, Karrubi si dimise da tutte le sue funzioni politiche, fra cui anche quelle cui l'aveva nominato proprio Ali Khamenei. Il giorno seguente, 20 giugno 2005, ad alcuni giornali riformatori, tra cui Eghbal, Hayat-e No, Aftab-e Yazd e Eʿtemād, fu proibita la pubblicazione da parte del Procuratore Generale di Teheran, Sa'id Mortazavi per aver pubblicato la lettera di Karrubi. Il Procuratore vietò infine Eghbāl (Il futuro). Il 20 giugno fu del pari dichiarato che Karrubi era stato costretto agli arresti domiciliari a causa della sua lettera aperta.
Ali Akbar Hashemi Rafsanjani, arrivato in testa al primo turno di scrutini, notò anch'egli interventi illegittimi che miravano a condizionare i voti degli elettori, e sostenne Karrubi nella sua protesta.

#### 2009
Mehdi Karrubi si è iscritto come candidato alle elezioni presidenziali del 2009. Ha chiesto elezioni libere, senza alcun intervento dei Guardiani della Rivoluzione islamica (pasdaran ), che egli pensa siano stati decisivi per la sua precedente sconfitta del 2005. Karrubi ha ugualmente criticato Aḥmadinežād per le sue dichiarazioni riguardanti la realtà della Shoah. Secondo i risultati ufficiali (ampiamente contestati da manifestazioni che hanno portato alla morte di alcune persone), ha ottenuto appena lo 0,85% dei voti e anch'egli (come Mir Hosein Musavi) ha protestato contro l'assai dubbia rielezione del Presidente uscente Aḥmadineżād.